# Monte Bove (Chile)
El monte Bove es una montaña del sur de Chile, perteneciente a la provincia de Tierra del Fuego, que se incluye en el sector sur de la Región de Magallanes y de la Antártica Chilena, en el sector sudoeste de la isla Grande de Tierra del Fuego, en la península comprendida entre el seno Almirantazgo del estrecho de Magallanes y el canal Beagle. Forma parte de los Andes fueguinos, sección meridional de la cordillera de los Andes, específicamente en el sector occidental, denominado cordillera Darwin, la cual bordea por el norte al canal Beagle. 

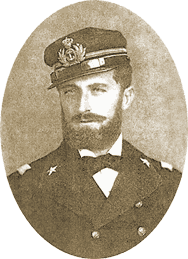
El nombre de este monte rinde honor al teniente de la marina italiana Giacomo Bove.

## Características
Este cerro granítico se encuentra en el extremo oriental de la cordillera Darwin, en un nudo montañoso donde se destacan otras cumbres importantes: los montes Francés, Italia, Roncagli, etc. De su vertiente Nororiental baja un glaciar que lleva el mismo nombre.
En días despejados, la cumbre del monte Bove, siempre cubierta por nieves eternas, es visible desde la ciudad de Ushuaia. 
Con una altitud de 2279 m s. n. m., es una de las cumbres más elevadas del archipiélago fueguino. La cumbre de esta montaña se encuentra en el límite entre el parque nacional Alberto de Agostini y el Parque nacional Yendegaia, encontrándose así en todas sus vertientes en áreas protegidas.

## Etimología toponímica y primeras ascensiones
Etimológicamente, este topónimo es un epónimo que rinde honor al teniente de la marina italiana Giacomo Bove, quien en el año 1882, navegando sobre el barco «Cabo de Hornos», lideró la expedición científica a la Patagonia meridional. En el año 1963, un equipo logró conquistar su cumbre por primera vez; estaba dirigido por el montañista británico Eric Earle Shipton y secundado por John Earle, Claudio Cortés y Peter Bruchhausen. La vía empleada fue por el glaciar Holanda (o Francés) y el ascenso fue capturado en el documental "Mountains of Glass" realizado por John Earle.
Recién el segundo ascenso se produjo en el año 1991, obra del equipo de Televisión Española (TVE) del programa de montañismo: Al filo de lo imposible. El equipo lo integraban los españoles Toñin y José Carlos Tamayo, y el argentino Sebastián De La Cruz. La vía empleada fue por el glaciar Chico.